# Кентау
Кентау (на казахски: Кентау, на руски: Кентау) e град в Южен Казахстан с ранг на самостоятелен район в Туркестанска област. Разположен е в южното подножие на Каратау, на 24 км северно от областния център Туркестан.

## История
Историята на Кентау е тясно свързана с минното дело в района. Още през 19 век руските търговци се опитват да разработят близкото оловно находище Ашшъсай. Геоложките проучвания на региона започват през 1920-те години на миналия век, по време на които находищата Ашшъсай и Мъргалъмсай са класифицирани като значими оловни находища в Съветския съюз. Сегашният град възниква през 1952 г. като работническо селище Мъргалъмсай, създадено в хода на разработването на находището Ашшъсай.
Четири години по-късно на 1 август 1955 г. е обединено с друго работническо селище (Хантагъ) в нов град, наречен Кентау, което в превод от казахски означава „Рудна планина“. Населението му се състои предимно от хора, депортирани в Казахстан по време на Втората световна война. Много от тях са етнически германци, гърци, татари и чеченци. Градът се разраства бързо, така че само четири години след основаването му в него вече живеят 38 000 души. Икономиката почти изцяло е насочена към рудодобив. Създаден е Полиметалният комбинат в Ашшъсай. През 1959 г. Министерският съвет на Казахската ССР решава да създаде завод за производство на трансформатори в Кентау. През 1965 г. е построена 40-километровата жп линия от Туркестан до Кентау. През 1971 г. е приет план за развитие, според който многоетажните панелни сгради трябва да характеризират градския пейзаж. 
В началото на 1990-те години с разпадането на Съветския съюз икономическата ситуация в Кентау се влошава. Градът е задлъжнял и вече не може да плаща сметките си електроенергия, което ограничава електрозахранването в града. През 1996 г. откритият рудник Мъргалъмсай е изоставен. Правителството на Казахстан се опитва да спаси комбината, но не успява. През август 1997 г. комбинатът преустановява дейността си, а с него и повечето други индустриални предприятия в града, в които са били заети около 13 000 души. В резултат на кризата много жители напускат града, за да намерят работа в други големи градове.
Икономиката на града бавно започва да се възстановява в началото на 2000-те. През последните години започна разработването на няколко нови рудни находища около Кентау, в които между другото ще се добиват злато и мед.